# شوجی (دوره)
شوجی (به ژاپنی: 正治 Shōji) نام یک عصر تاریخی ژاپنی بود. این عصر بعد از کنکیو و قبل از  کننین قرار داشت و از آوریل ۱۱۹۹ تا فوریه ۱۲۰۱ میلادی به طول انجامید. در طی این عصر امپراتور تسوچی‌میکادو، امپراتور ژاپن بود.